# Kronan, Åmål
Kronan (alternativt Åbergshuset, i Bebyggelseregistret Flickseminariet) är en borgargård i kvarteret Kronan Större vid Södra Ågatan 2/Rålinsgatan 4 i Åmål. Byggnaden, som uppfördes omkring 1830, är byggnadsminne sedan den 17 april 1978.

## Historia
Kvarteret Kronan Större anlades vid stadens grundläggning på 1640-talet. Det kom att indelas i femton icke genomgående tomter. Efter 1777 års brand, som helt ödelade kvarteret, upprättades en ny tomtordning, där endast hörntomterna fick bebyggas medan mellanliggande partier skulle hållas öppna. Denna kvartersindelning, som skulle motverka förödande eldsvådor, kan till vissa delar ännu skönjas. Kvarteret är numera indelat i sju tomter, vilka alla är bebyggda.
Byggnadsåret för Flickseminariet har i Åmåls kulturhistoriska utredning angetts som 1830-talet, byggnaden kan vara något äldre än så då byggherren lär ha varit borgmästare Gustaf Åberg (huset kallas även "Åbergshuset"), denne avled nämligen redan 1826. Enligt en annan uppgift byggdes huset till brukspatron Anders Åberg och dennes hustru Ebba Sofia Nauclér när de var nygifta år 1814. Efter Anders Åbergs död år 1838 togs det över av sonen Gustaf Åberg och efter dennes död år 1890 såldes det till handlanden Anton Johan Gustaf Weinberg.
Huset uppfördes på en hörntomt i ett tidigare brandhärjat kvarter. Läsåret 1897 flyttade flickskolan in i huset, skolan hade startats 1882 under namnet "Elementarskola för flickor i Åmål" på initiativ av vågmästare Petter Larsson och handlanden C.A Söderberg. Skolan upphörde 1908 och övergick till Åmåls församling och därpå Folkskolan, som bedrev skolverksamhet i huset åren 1908–1921 under namnet Nedre skolan. 1921-1922 användes huset som logi och bespisningslokal för arbetssökande från andra orter. 1922 såldes fastigheten till Rålins orgelfabrik för 22 000 kronor. Under ett antal år därpå fungerade huset som bostad med ett antal bostadslägenheter. På 1940-talet tog Åmåls kommunistiska arbetarekommun initiativ till att bilda ett daghem som kom att inrymmas i byggnaden.

## Beskrivning
Byggnadsminnet före detta Flickseminariet utgörs av byggnaden i sydöstra hörnet av kvarteret Kronan Större i stadsdelen Plantaget i centrala Åmål. Det är ett timmerhus uppfört i två våningar med fasader i gulbeige locklistpanel. Byggnadsminnesområdet omfattar en äldre tomt i sydöstra hörnet av kvarteret Kronan Större som nu ingår i den större fastigheten Kronan Större 5. Området avgränsas i söder och öster av Södra Ågatan respektive Rålinsgatan (före detta Plantagegatan) och mot väster av Lilliestiernska gårdens magasinsbyggnad. Norra delen av den sammanslagna fastigheten är bebyggd med två moderna bostadshus i två våningar belägna utanför skyddsområdet. Under tiden det före detta Flickseminariet användes som förskola tillkom en lekstuga och en förrådsbyggnad, båda små faluröda byggnader av trä. Ytterligare en förrådsbyggnad i samma kulör som huvudbyggnaden är placerad mittemot denna intill Rålinsgatan.
Byggnaden är ett timmerhus på granitsockel uppfört i två våningar med inredd vind. Fasaderna är klädda med locklistpanel målade i gulbeige kulör och med samma kulör på foder och vindskidor. Byggnaden har bruna korspostfönster, vindskammarfönstren är tvåluftsfönster med tre rutor per båge och taket är täckt med skiffer. Huvudentrén är vänd mot gården.
Användningen som förskola och daghem har medfört kraftiga förändringar av både inredning och planlösning, den ursprungliga karaktären är idag svår att se. Byggnaden är till sitt yttre välbevarad och tidstypisk och ansluter väl till den övriga bebyggelsen i Plantaget.
Byggnaden är numera renoverad och ombyggd till lägenheter. Den ägs av Åmåls kommunfastigheter AB.